# Liste schwedischer Zeitungen
Dies ist eine Liste der in Schweden erscheinenden Zeitungen.

## Landesweite Morgenzeitungen
- Dagen
- Dagens Industri
- Dagens Nyheter
- Metro
- Svenska Dagbladet
- Världen idag

## Landesweite Abendzeitungen
- Aftonbladet
- Expressen
- GT
- Kvällsposten

## Lokale und regionale Tageszeitungen

### A
- Alingsås Tidning (Alingsås, Herrljunga und Vårgårda)
- Arboga Tidning (Arboga)
- Arbetarbladet (Gävle, übriges Gästrikland und Teile von Uppland)
- Arvika Nyheter (Arvika und Eda)
- Avesta Tidning (Avesta)

### B
- Barometern (Kalmar und übriges Kalmar län)
- Bergslagsposten (Lindesberg, Ljusnarsberg, Hällefors und Nora)
- Blekinge Läns Tidning (Blekinge)
- Blekingeposten (Karlskrona, Ronneby, Karlshamn, Olofström und Sölvesborg)
- Bohusläningen (Uddevalla, Orust, Sotenäs, Lysekil, Munkedal und Tanum)
- Borlänge Tidning (Borlänge, Hedemora und Säter)
- Borås Tidning (Borås und übriges Sjuhäradsbygden)
- Bärgslagsbladet (Köping und Kungsör)

### D
- Dagbladet Nya Samhället (Sundsvall)
- Dala-Demokraten (Falun und übriges Dalarna)
- Dalabygden (Borlänge und Teile von Dalarna)
- DalaNyheter.se (ganz Dalarna)

### E
- Enköpings-Posten (Enköping)
- Eskilstuna-Kuriren (Eskilstuna, Strängnäs und Torshälla, einschließlich weiter Teile von Mälardalen)

### F
- Fagersta-Posten (Fagersta)
- Falköpings Tidning (Falköping)
- Falu Kuriren (Falun und große Teile von Dalarna)
- Folkbladet (Norrköping und Finspång)

### G
- Gefle Dagblad (Gävle)
- Gotlands Allehanda (Gotland)
- Gotlands Tidningar (Gotland)
- Gästriklands Tidning (Gävle und übriges Gästrikland)
- Göteborgs-Posten

### H
- Haparandabladet (Haparanda, Övertorneå und Pajala)
- Hallands Nyheter (Falkenberg und Varberg)
- Hallandsposten (Halmstad, Laholm und Hylte)
- Helsingborgs Dagblad (Helsingborg)

### J
- Jnytt (Jönköping)
- Jönköpingsposten (Jönköping)

### K
- Karlskoga-Kuriren (Karlskoga und Degerfors)
- Katrineholms-Kuriren (Katrineholm, Vingåker und Flen)
- Kinda-Posten (Vimmerby und südöstliches Östergötland)
- Kristianstadsbladet (Kristianstad)
- Kungälvs-Posten (Kungälv)

### L
- Laholms tidning (Laholm)
- Landskrona Posten (Landskrona)
- Linköpings Tidning (Linköping)
- Ljusdals-Posten (Ljusdal)
- Ljusnan (Bollnäs und große Teile des übrigen Hälsingland)
- Lyskekilsposten (Lysekil)
- Länsposten (Örebro und übriges Örebro län)
- Länstidningen Södertälje (Södertälje und Nykvarn)
- Länstidningen Östersund (Östersund und große Teile des übrigen Jämtland)

### M
- Mariestadstidningen (Mariestad, Töreboda und Gullspång)
- Mora Tidning (Mora und große Teile von Dalarna)
- Motala & Vadstena Tidning (Motala und Vadstena)
- Mölndals-Posten (Mölndal)

### N
- Nerikes Allehanda (Närke)
- Nordvästra Skånes Tidningar (Klippan, Bjuv, Båstad, Helsingborg, Höganäs, Perstorp, Svalöv, Åstorp, Ängelholm und Örkelljunga)
- Norrbottens-Kuriren (Luleå und große Teile des übrigen Norrbotten)
- Norra Västerbotten (Skellefteå, Malå, Norsjö, Arvidsjaur, Arjeplog, Teile von Robertsfors)
- Norra Skåne (Hässleholm, Osby, Östra Göinge, Kristianstad, Markaryd und Perstorp)
- Norrköpings Tidningar (Norrköping und große Teile des übrigen Östergötland)
- Norrländska Socialdemokraten (Luleå und große Teile des übrigen Norrbotten)
- Norrtelje Tidning (Norrtälje, Hallstavik und Rimbo)
- Nya Lidköpings-Tidningen (Lidköping, Essunga, Grästorp, Götene, Vara)
- Nya Ludvika Tidning (Ludvika und Smedjebacken)
- Nya Wermlands-Tidningen (Karlstad, übriges Värmland, Dalsland und Västerdalarna)
- Nynäshamns Posten (Nynäshamn)

### O
- Oskarshamns-Tidningen (Oskarshamn)

### P
- Piteå-Tidningen (Piteå)
- Provinstidningen Dalsland (Åmål)

### S
- Sala Allehanda (Sala)
- Skaraborgs Allehanda (Skövde, Tibro, Hjo, Karlsborg, Tidaholm und Falköping)
- Skaraborgs Läns Tidning (Skara, Götene, Vara und Nossebro)
- Skövde Nyheter (Skövde)
- Skånska Dagbladet (Malmö, Lund und große Teile des übrigen Skåne)
- Smålandsposten (Växjö und übriges Småland)
- Smålandstidningen (Eksjö, Nässjö, Sävsjö und Aneby)
- Smålänningen (Älmhult, Ljungby und Markaryd)
- ST tidningen (Stenungsund, Tjörn, Orust, Ljungskile und Kode)
- StenungsundsPosten (Stenungsund, Orust und Tjörn)
- Strengnäs Tidning (Strängnäs und Mariefred)
- Strömstads Tidning (Strömstad)
- Sundsvalls Tidning (Sundsvall)
- Sydsvenskan (Malmö, Lund, Kävlinge, Lomma, Burlöv, Staffanstorp, Svedala, Vellinge und Trelleborg)
- Sydöstran (Karlskrona, Ronneby, Karlshamn, Sölvesborg und Olofström)
- Södermanlands Nyheter (Nyköping, Oxelösund, Gnesta und Trosa)
- Södra Dalarnes Tidning (Borlänge, Hedemora und Säter)

### T
- Tidningen Ångermanland (Härnösand, Kramfors und Sollefteå und große Teile des übrigen Ångermanland)
- Tidningen Härjedalen (Sveg)
- Tidningen Folket (Eskilstuna)
- Tranås Tidning (Tranås, Aneby und Ydre)
- Trelleborgs Allehanda (Trelleborg und Vellinge)
- TTELA (Trollhättan, Lilla Edet, Vänersborg und große Teile Dalslands)

### U
- Ulricehamns Tidning (Ulricehamn)
- Upplands nyheter (Uppsala und große Teile Upplands)
- Upsala Nya Tidning (Uppsala und übriges Uppsala län)
- Uddevallaposten (Uddevalla)

### V
- Vestmanlands Läns Tidning (Västerås und große Teile des übrigen Västmanlands)
- Vetlanda-Posten (Vetlanda)
- Vimmerby Tidning (Vimmerby)
- Värmlands Folkblad (Karlstad, Arvika, Hagfors, Kristinehamn und Sunne)
- Värnamo Nyheter (Värnamo, Gislaved, Gnosjö, Smålandsstenar, Hyltebruk, Skillingaryd, Vaggeryd und Rydaholm)
- Västerbottens Folkblad (Umeå und übriges Västerbotten)
- Västerbottens-Kuriren (Umeå und große Teile des übrigen Västerbotten)
- Västerviks-Tidningen (Västervik)
- Västgöta-Bladet (Tidaholm)
- Västmanlands nyheter (Västerås und übriges Västmanland)

### Y
- Ystads Allehanda (Ystad, Simrishamn, Tomelilla, Skurup und Sjöbo)

### Ö
- Ölandsbladet (Öland)
- Örnsköldsviks Allehanda (Örnsköldsvik)
- Östersunds-Posten (Östersund, Bräcke, Berg, Härjedalen, Strömsund, Krokom, Åre, Ragunda)
- Östgöta Correspondenten (Linköping und große Teile des übrigen Östergötland)
- Östran/Nyheterna (Kalmar, Nybro, Emmaboda, Torsås, Borgholm, Färjestaden, Mönsterås, Oskarshamn, Högsby, Hultsfred und Västervik)

## Schwedischsprachige Zeitungen in Finnland
- Borgåbladet (Borgå)
- Hufvudstadsbladet (Helsingfors)
- Jakobstads Tidning (Jakobstad)
- Nya Åland (Mariehamn)
- Syd-Österbotten (Närpes)
- Vasabladet (Vasa/Vaasa)
- Västra Nyland (Raseborg)
- Åbo Underrättelser (Åbo)
- Ålandstidningen (Mariehamn)
- Österbottningen (Karleby)
- Österbottens tidning (Jakobstad, Karleby, Kronoby, Larsmo, Nykarleby und Pedersöre)
- Östra Nyland (Lovisa)